# Baptria mychioleuca
Baptria mychioleuca là một loài bướm đêm trong họ Geometridae.